# Benzonitrile
Le benzonitrile, aussi appelé cyanobenzène, est un composé organique à l’odeur d’amande. Il s'obtient de la déshydratation du benzamide ou par la réaction de Sandmeyer sur l'aniline.
Liquide incolore, il irrite la peau et les yeux.
Le benzonitrile est un solvant très utile et est utilisé en tant que réactif pour obtenir de nombreux dérivés. Il réagit notamment avec des amines pour donner des benzamidines substituées après hydrolyse.
Le benzonitrile a été détecté dans le milieu interstellaire, dans le nuage moléculaire 1 du Taureau.